# San Marino op de Olympische Zomerspelen 1984
San Marino nam deel aan de Olympische Zomerspelen 1984 in Los Angeles, Verenigde Staten. Het was de zesde deelname van de ministaat.

## Deelnemers en resultaten

### Atletiek
| Olympiër        | Discipline            | Resultaat | Prestatie                |
| --------------- | --------------------- | --------- | ------------------------ |
| Manlio Molinari | 800m (m)              | 62e       | serie 2: 8ste in 1.57,09 |
| Stefano Casali  | 20km snelwandelen (m) | 35e       | 1:35.48                  |

### Gymnastiek
| Olympiër         | Discipline               | Resultaat | Prestatie |
| ---------------- | ------------------------ | --------- | --- |
| Maurizio Zonzini | brug (m)                 | 61e       | kwalificatie: 61ste met 18,35 punten |
| Maurizio Zonzini | paard voltige (m)        | 34e       | kwalificatie: 34ste met 19,00 punten |
| Maurizio Zonzini | rekstok (m)              | 68e       | kwalificatie: 68ste met 18,05 punten |
| Maurizio Zonzini | ringen (m)               | 63e       | kwalificatie: 63ste met 18,70 punten |
| Maurizio Zonzini | sprong (m)               | 63e       | kwalificatie: 63ste met 19,20 punten |
| Maurizio Zonzini | vloer (m)                | 66e       | kwalificatie: 66ste met 18,35 punten |
| Maurizio Zonzini | individuele meerkamp (m) | 66e       | kwalificatie: 65ste brug: 61ste met 18,35 punten paard voltige: 34ste met 19,00 punten rekstok: 68ste met 18,05 punten ringen: 63ste met 18,70 punten sprong: 63ste met 19,20 punten vloer: 66ste met 18,35 punten totaal: 111,65 punten |

### Judo
| Olympiër         | Discipline | Resultaat | Prestatie                           |
| ---------------- | ---------- | --------- | ----------------------------------- |
| Alberto Francini | -60kg (m)  | 18e       | 1ste ronde: V van ESP Sotillo: yuko |
| Franch Casadei   | -86kg (m)  | 18e       | 1ste ronde: V van LIE Büchel: yuko  |

### Schietsport
| Olympiër            | Discipline                 | Resultaat | Prestatie                        |
| ------------------- | -------------------------- | --------- | -------------------------------- |
| Pasquale Raschi     | 10m luchtgeweer (m)        | 51e       | 543 punten: (86-91-94-92-91-89)  |
| Alfredo Pelliccioni | 50m geweer 3 houdingen (m) | 51e       | 1041 punten: (386-360-295)       |
| Pasquale Raschi     | 50m geweer 3 houdingen (m) | 49e       | 1074 punten: (385-354-335)       |
| Francesco Nanni     | 50m geweer liggend (m)     | 5e        | 594 punten: (99-99-98-99-99-100) |
| Pier Paolo Taddei   | 50m geweer liggend (m)     | 62e       | 576 punten: (92-95-95-100-98-96) |
| Germano Bollini     | 50m pistool (m)            | 51e       | 500 punten: (84-84-83-78-84-87)  |
| Gianfranco Giardi   | 50m pistool (m)            | 51e       | 500 punten: (73-89-88-81-87-82)  |
| Bruno Morri         | 25m snelvuurpistool (m)    | 34e       | 577 punten: (291-286)            |
| Eliseo Paolini      | 25m snelvuurpistool (m)    | 29e       | 579 punten: (292-287)            |
|                     |                            |           |                                  |
| Elio Gasperoni      | trap                       | 48e       | 172 punten                       |
| Luciano Santolini   | trap                       | 31e       | 178 punten                       |

### Wielersport
| Olympiër         | Discipline       | Resultaat | Prestatie      |
| ---------------- | ---------------- | --------- | -------------- |
| Maurizio Casadei | wegwedstrijd (m) | DNF       | niet gefinisht |

### Zeilen
| Olympiër           | Discipline     | Resultaat | Prestatie                            |
| ------------------ | -------------- | --------- | ------------------------------------ |
| Flavio Pelliccioni | windsurfer (m) | 29e       | 191,0 punten: (27-18-29-27-29-27-27) |

### Zwemmen
| Olympiër        | Discipline          | Resultaat | Prestatie                |
| --------------- | ------------------- | --------- | ------------------------ |
| Michele Piva    | 100m vrije slag (m) | 63e       | serie 9: 7de in 59,26    |
| Michele Piva    | 200m vrije slag (m) | 54e       | serie 4: 8ste in 2.15,39 |
| Michele Piva    | 100m schoolslag (m) | 48e       | serie 1: 7de in 1.16,21  |
| Michele Piva    | 200m wisselslag (m) | 41e       | serie 4: 8ste in 2.29,81 |
|                 |                     |           |                          |
| Daniela Galassi | 100m vrije slag (v) | 44e       | serie 6: 8ste in 1.06,19 |
| Daniela Galassi | 200m vrije slag (v) | 34e       | serie 1: 7de in 2.19,22  |
| Daniela Galassi | 100m schoolslag (v) | 35e       | serie 5: 8ste in 1.06,82 |

Algerije · Amerikaanse Maagdeneilanden · Andorra · Antigua en Barbuda · Argentinië · Australië · Bahama’s · Bahrein · Bangladesh · Barbados · België · Belize · Benin · Bermuda · Bhutan · Birma · Bolivia · Bondsrepubliek Duitsland · Botswana · Brazilië · Britse Maagdeneilanden · Canada · Centraal-Afrikaanse Republiek · Chili · China · Chinees Taipei · Colombia · Congo-Brazzaville · Costa Rica · Cyprus · Denemarken · Djibouti · Dominicaanse Republiek · Ecuador · Egypte · El Salvador · Equatoriaal-Guinea · Fiji · Filipijnen · Finland · Frankrijk · Gabon · Gambia · Ghana · Grenada · Griekenland · Groot-Brittannië · Guatemala · Guinee · Guyana · Haïti · Honduras · Hongkong · Ierland · IJsland · India · Indonesië · Irak · Israël · Italië · Ivoorkust · Jamaica · Japan · Joegoslavië · Jordanië · Kaaimaneilanden · Kameroen · Kenia · Koeweit · Lesotho · Libanon · Liberia · Liechtenstein · Luxemburg · Madagaskar · Malawi · Maleisië · Mali · Malta · Marokko · Mauritanië · Mauritius · Mexico · Monaco · Mozambique · Nederland · Nederlandse Antillen · Nepal · Nicaragua · Nieuw-Zeeland · Niger · Nigeria · Noord-Jemen · Noorwegen · Oeganda · Oman · Oostenrijk · Pakistan · Panama · Papoea-Nieuw-Guinea · Paraguay · Peru · Portugal · Puerto Rico · Qatar · Roemenië · Rwanda · Salomonseilanden · Samoa · San Marino · Saoedi-Arabië · Senegal · Seychellen · Sierra Leone · Singapore · Soedan · Somalië · Spanje · Sri Lanka · Suriname · Swaziland · Syrië · Tanzania · Thailand · Togo · Tonga · Trinidad en Tobago · Tsjaad · Tunesië · Turkije · Uruguay · Venezuela · Verenigde Arabische Emiraten · Verenigde Staten · Zaïre · Zambia · Zimbabwe · Zuid-Korea · Zweden · Zwitserland